# ابو صویر
ابو صویر شهر و شهرستانی در استان اسماعیلیه مصر است.

## منبع
ویکی‌پدیای عربی، ۲۱ مارس ۲۰۰۷.